# 2010 EL139
2010 EL139 ist ein großes transneptunisches Objekt im Kuipergürtel, das bahndynamisch als Plutino eingestuft wird. Aufgrund seiner Größe ist der Asteroid ein Zwergplanetenkandidat.

## Entdeckung
2010 EL139 wurde am 12. März 2010 von einem Astronomenteam, bestehend aus Andrzej Udalski, Chad Trujillo, Scott Sheppard und Igor Soszyński, am 1,3-m-Teleskop des Las-Campanas-Observatoriums (Chile) entdeckt. Die Entdeckung gelang im Rahmen des OGLE-IV-Programmes der Warschauer Universität. Die Entdeckung wurde am 9. April 2010 bekanntgegeben.
Der Beobachtungsbogen des Planetoiden beginnt mit der offiziellen Entdeckungsbeobachtung am 12. März 2010. Im September 2018 lagen insgesamt 163 Beobachtungen über einen Zeitraum von 8 Jahren vor. Die bisher letzte Beobachtung wurde im Januar 2018 mit dem Pan-STARRS-Teleskop am Haleakalā-Observatorium (Maui) durchgeführt. (Stand 5. März 2019)

## Eigenschaften

### Umlaufbahn
2010 EL139 umkreist die Sonne in 248,96 Jahren auf einer leicht elliptischen Umlaufbahn zwischen 36,89 AE und 42,26 AE Abstand zu deren Zentrum. Die Bahnexzentrizität beträgt 0,068, die Bahn ist 23,00° gegenüber der Ekliptik geneigt. Derzeit ist der Planetoid 37,29 AE von der Sonne entfernt. Das Perihel durchlief er das letzte Mal 1998, der nächste Periheldurchlauf dürfte also im Jahre 2247 erfolgen.
Marc Buie (DES) klassifiziert den Planetoiden als Plutino, während vom Minor Planet Center keine spezifische Einstufung existiert; letzteres ordnet ihn als Nicht-SDO und allgemein als «Distant Object» ein.

### Größe und Rotation
Derzeit wird von einem Durchmesser von 447 km ausgegangen, basierend auf einem Rückstrahlvermögen von 6 % und einer absoluten Helligkeit von 5,5 m. Ausgehend von einem Durchmesser von 447 km ergibt sich eine Gesamtoberfläche von etwa 628.000 km². Die scheinbare Helligkeit von 2010 EL139 beträgt 21,32 m, die mittlere Oberflächentemperatur wird anhand der Sonnenentfernung auf 44 K (−229 °C) geschätzt.
Da anzunehmen ist, dass sich 2010 EL139 aufgrund seiner Größe im hydrostatischen Gleichgewicht befindet und somit weitgehend rund sein muss, sollte er die Kriterien für eine Einstufung als Zwergplanet erfüllen. Mike Brown geht davon aus, dass es sich bei 2010 EL139 möglicherweise um einen Zwergplaneten handelt.
Anhand von Lichtkurvenbeobachtungen 2009 rotiert 2010 EL139 in 6 Stunden und 19,2 Minuten einmal um seine Achse. Daraus ergibt sich, dass er in einem 2010 EL139-Jahr 345319,8 Eigendrehungen („Tage“) vollführt. Dies ist allerdings noch mit einigen Unsicherheiten behaftet, da die damalige Beobachtungszeit nicht ausreichte und die Fehlerquote bei ungefähr 30 % liegt.
| Jahr                                         | Abmessungen km | Quelle   |
| -------------------------------------------- | -------------- | -------- |
| 2018                                         | 336,0          | Johnston |
| 2018                                         | 447,0          | Brown    |
| Die präziseste Bestimmung ist fett markiert. |                |          |